# Tomáš Hradílek
Tomáš Hradílek (ur. 28 kwietnia 1945 w Lipníku nad Bečvą) – czechosłowacki zootechnik, polityk, rzecznik Karty 77, współpracownik Komitetu Obrony Niesprawiedliwie Prześladowanych.

## Życiorys
Urodził się w Lipníku w rodzinie urzędnika skarbowego. Był studentem zootechniki w Wyższej Szkole Rolniczej w Brnie oraz asystentem katedry genetyki. Skutkiem kontaktów ze środowiskami akademickimi było wstąpienie do Komunistycznej Partii Czechosłowacji. W grudniu 1965 uczestniczył w II Zjeździe Akademickim w Pradze. W 1966 roku ożenił się, a w następnym ukończył studia.
W lecie roku 1967 rozpoczął służbę wojskową. Na dwa tygodnie przed jej zakończeniem doszło do Praskiej Wiosny. W 1969 roku skrytykował władze na skutek czego musiał zrezygnować ze stanowiska zootechnika. We wrześniu tego samego roku został na własną prośbę usunięty z partii. Po odejściu z partii pracował w Týnie nad Bečvą. W styczniu 1975 musiał zrezygnować z pracy zootechnika. Powodem było jego antyradzieckie poglądy. W następnym roku odmówił uczestniczenia w wyborach. W 1981 roku został jednym z rzeczników karty 77. Pod koniec lat siedemdziesiątych znajdował się pod stałym dozorem policji. W marcu 1987 wraz z Rudolfem Berezą napisał list otwarty do Gustáva Husáka. W 1987 roku razem z Michalem Mrtvým demonstracyjnie rozwinął transparent z napisem „Karta 77 wzywa do obywatelskiej odwagi” za co został skazany na karę grzywny.
Na jesieni 1987 roku uczestniczył w powstaniu Towarzystwa Przyjaciół USA. W czerwcu 1988 roku złożył do sądu zawiadomienie o dopuszczeniu się zdrady stanu przez Vasila Biľaka. Od 1987 roku uczestniczył w spotkaniach z polskimi dysydentami. W 1988 roku współtworzył Ruch Swobód Obywatelskich. W styczniu 1989 razem z Daną Němcovą i Sašą Vondrą był rzecznikiem Karty 77. W 1989 roku został skazany na trzynaście miesięcy pozbawienia wolności w zawieszeniu na dwa lata pod zarzutem „podżegania do buntu”. Podczas aksamitnej rewolucji został ostrawskim rzecznikiem Forum Obywatelskiego oraz delegatem Centrum Koordynacyjnego. W grudniu tego samego roku został  członkiem Zgromadzenia Federalnego. W czerwcu 1990 roku zdobył mandat w demokratycznych wyborach parlamentarnych. W lipcu 1990 roku został ministrem spraw wewnętrznych w gabinecie Petra Pitharta. Po czterech miesiącach zrezygnował ze stanowiska i odszedł z polityki. Aktualnie mieszka w miejscu urodzenia.